# Al Salmiya
Al Salmiya Sporting Club – kuwejcki klub piłkarski z siedzibą w mieście As-Salimijja. 
Klub został założony w 1964 roku. Czterokrotnie sięgał po mistrzostwo Kuwejtu oraz dwukrotnie po puchar Kuwejtu.

## Sukcesy
- Mistrzostwo Kuwejtu (4): 1980/81, 1994/95, 1997/98, 1999/00
- Puchar Kuwejtu (2): 1993, 2001

## Reprezentanci kraju grający w klubie
| - Mahbub Mubarak - Baszszar Abd Allah - Jasem Al-Huwaidi - Ali Asael - Saleh Buraiki | - Hussain Al-Khodari - Saleh Mehdi - Hameed Al-Qallaf - Sulaiman Said Al-Shukaili - Sultan Al-Touqi |